# NGC 2627
NGC 2627 est un amas ouvert,, situé dans la constellation de la Boussole. Il a été découvert par l'astronome germano-britannique William Herschel en 1793.

NGC 2627 est à environ 2 034 pc (∼6 630 al) du système solaire et les dernières estimations donnent un âge de 368 millions d'années. La taille apparente de l'amas est de 9 minutes d'arc, ce qui, compte tenu de la distance, donne une taille réelle maximale d'environ 17 années-lumière. 

Selon la classification des amas ouverts de Robert Trumpler, cet amas renferme entre 50 et 100 étoiles (lettre m) dont la concentration est moyennement faible (III) et dont les magnitudes se répartissent sur un intervalle moyen (le chiffre 2).